# فريق عمل الاتحاد الفلكي الدولي على أسماء النجوم
فريق عمل الاتحاد الفلكي الدولي على أسماء النجوم Working Group on Star Names (WGSN)  فريق عمل أنشأة الاتحاد الفلكي الدولي (IAU) في مايو 2016 لفهرست وتوحيد الأسماء الخاصة للنجوم للمجتمع الفلكي الدولي. الأسماء الخاصة للنجوم هي أسماء النجوم المتشتقة غالبا من العربية اواللاتينية. ويعمل الفريق تحت إشراف القسم C للتعليم والتوعية والتراث.

## مصطلحات مرجعية
المصطلحات المرجعية للفترة مابين 2016-2018 لفريق العمل وافقت عليها اللجنة التنفيذية للاتحاد الفلكي الدولي في اجتماعها يوم 6 مايو عام 2016 وهي كالتالي:
- ترسيخ مبادئ وتوجيهات الاتحاد الفلكي الدولي للاقتراح واعتماد أسماء النجوم،
- إجراء البحث في الأدب للأسماء المرشحة،
- اعتماد أسماء جديدة فريدة من نوعها لنجوم ذات القيمة العلمية والتاريخية،
- تجميع ونشر نسخة رسمية لفهرس نجوم الاتحاد الفلكي الدولي (IAU-CSN).[2]

## المبادئ التوجيهية للتسمية
اعتمد فريق WGSN المبادئ التوجيهية الأولية لأسماء النجوم الفريدة. باختصار، كالتالي:
- التشجيع بقوة للحفاظ على أسماء التراث العالمي. يفضل الأسماء الشائعة والثقافية التقليدية على الجديدة،
- يجب أن يكون الاسم عادة مكون من 4-16 حرفا. يفضل الأسماء القصيرة على طويلة،
- ينبغي أن يكون الاسم واضح ومقبول لللغات الاخري ويكون اسم غير عدواني،
- يجب أن لا تكون الأسماء مشابهة جدا لاسماء موجودة اصلا للنجوم اوالكواكب اولالأقمار الكواكب، أو كوكبا صغير.
- يحظر أسماء الأفراد للنجوم ساطعة (باستثناء حالات تاريخية نادرة)،
- يتم تثبيط الأسماء المفتعلة (باستثناء حالات تاريخية نادرة)،
- الأسماء لأحداث معروفة أساسا للأنشطة سياسية أو عسكرية؛ أو ذات الطابع التجاري.أو القاب حيوانات اليفة مختصرة هي أسماء محظورة.

اعترف فريق WGSN بأسماء الكواكب الخارجية والنجوم التي تستضيفها التي وافقت عليها تسمية اللجنة التنفيذية لمجموعة العمل العامة للكواكب وأقمار الكواكب، بما في ذلك أسماء النجوم التي اعتمدت خلال حملة عام 2015 لتسمية العوالم الخارجية.

## أسماء معتمدة
أول نشرة لفريق WGSN مؤرخة في يوليو 2016 . وتضمنت قائمة مجدولة لأول دفعتين من الأسماء التي وافق عليها WGSN (في 30 يونيو و 20 يوليو 2016) جنبا إلى جنب مع تسميات اللجنة التنفيذية لمجموعة العمل العامة للكواكب وأقمار الكواكب، بما في ذلك أسماء النجوم التي اعتمدت خلال حملة عام 2015 لتسمية العوالم الخارجية، والتي تضمنت أربعة أسماء نجوم التقليدية: فم الحوت، الراعي، الذيخ، العين  هناك 125 نجم على القائمة. وتمت الموافقة على مزيد من دفعات لأسماء في 21 آب عام 2016، 12 سبتمبر 2016، 5 أكتوبر 2016 و6 نوفمبر 2016. وقد أدرجت الأسماء في القائمة مع النشرة الثانية من فريق عمل الاتحاد الفلكي الدولي على أسماء النجوم المؤرخة في نوفمبر 2016.